# 赤坂雄一
赤坂雄一（日语：／ Akasaka Yūichi，1967年9月29日—），日本男子短道速滑运动员。他曾代表日本参加1992年和1994年冬季奥林匹克运动会短道速滑比赛，获得一枚铜牌。